# Tony Wagenaar
Tony Wagenaar (2 de octubre de 1931-3 de septiembre de 2021) fue un deportista neerlandés que compitió en judo. Ganó tres medallas en el Campeonato Europeo de Judo entre los años 1957 y 1960.

## Palmarés internacional
| Campeonato Europeo | Campeonato Europeo       | Campeonato Europeo | Campeonato Europeo |
| Año                | Lugar                    | Medalla            | Categoría          |
| ------------------ | ------------------------ | ------------------ | ------------------ |
| 1957               | Róterdam (Países Bajos)  | Medalla de bronce  | 3.er dan           |
| 1958               | Barcelona (España)       | Medalla de bronce  | –80 kg             |
| 1960               | Ámsterdam (Países Bajos) | Medalla de plata   | 4.º dan            |